# Parque Arrieta

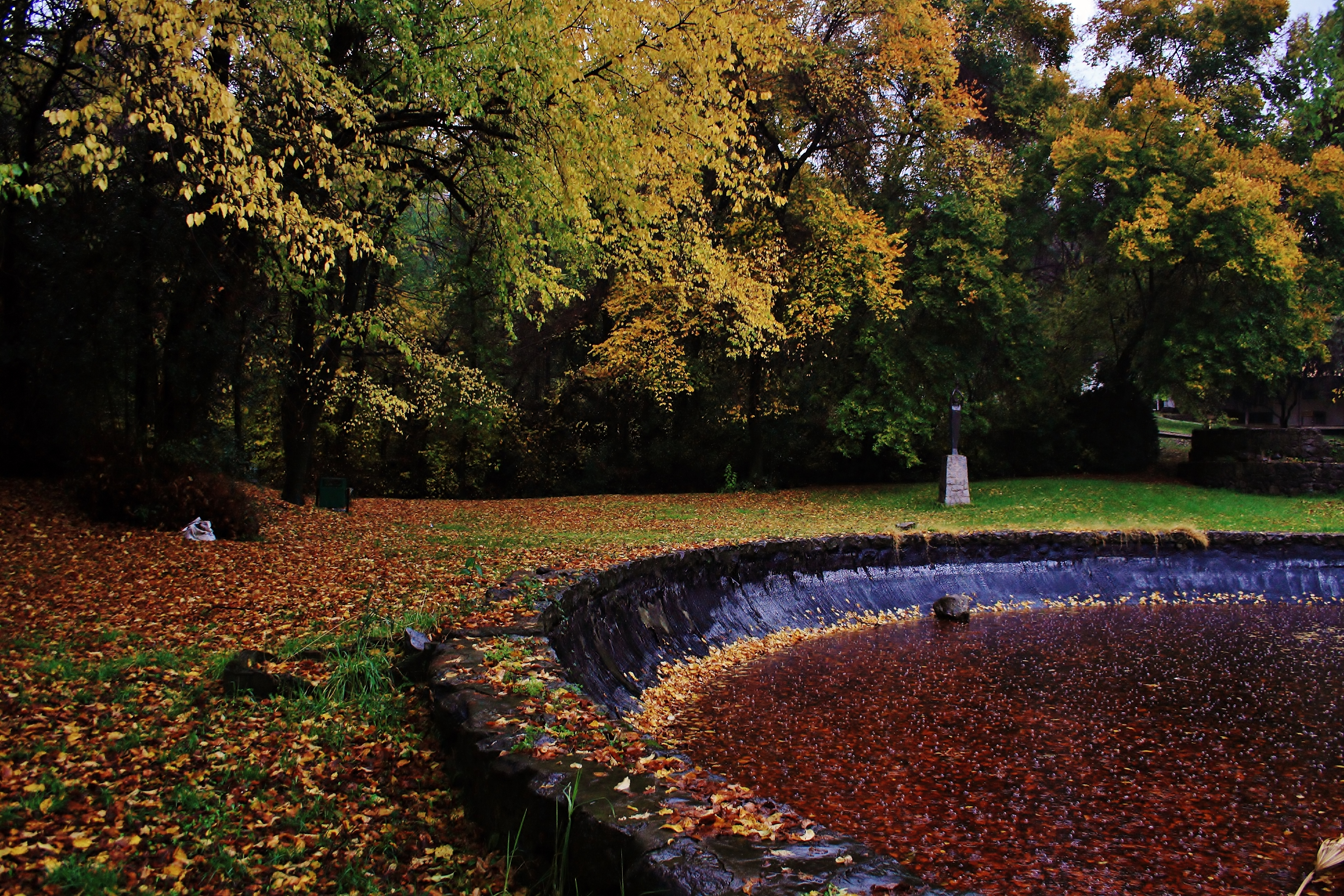
Vista panorámica del parque

El parque Arrieta, declarado Monumento Histórico Nacional, se encuentra en los faldeos cordilleranos de la comuna de Peñalolén, al final de la avenida José Arrieta. Desde 1991 en él se encuentra la Universidad SEK Chile, que desde 2018 funciona como Colegio Internacional SEK Austral.
El parque fue parte de la hacienda de Peñalolén y posee una vista privilegiada del valle de Santiago, una arquitectura única y jardines de abundante vegetación. Desde 1813, ha sido habitado y visitado por personajes renombrados de la historia nacional y escenario de acontecimientos culturales, sociales y políticos.
Mariano Egaña, uno de sus dueños, redactó la Constitución de 1833 en la casa del parque; algunos textos de historia dicen que también firmó el documento en Peñalolén.
La avenida José Arrieta finaliza en un portón de hierro y un muro de ladrillo decorado con cuatro musas de las artes. Una vez traspasado el portón, una escalinata de piedra custodiada por dos esculturas que representan a la Justicia y la República, da paso a una pileta de agua.
El parque, de gran vegetación, está diseñado siguiendo el estilo de los parques ingleses del siglo XVI, con caminos curvos y lomajes arbolados que van revelando la serie de esculturas centenarias, traídas de Europa por los sucesivos dueños.
En el centro de sus bellos jardines se encuentra la gran casona de dos pisos, desde ésta y hacia la cordillera se encuentra otro jardín, que aprovecha la topografía del terreno, con una serie de terrazas donde corre el agua de las vertientes cordilleranas que terminan en una gran fuente.
La construcción es resguardada por la figura de los dioses hermanos Apolo y Diana. En la parte superior de la estructura, dos figuras de león hacen de marco a la espectacular vista que se tiene del patio posterior de la casona.
La familia Egaña fue propietaria del parque, la casona y la hacienda de Peñalolén desde 1813 hasta 1870, año en que toda la propiedad fue adquirida por el cónsul general del Uruguay, José Arrieta. Durante poco más de 100 años este fue unos de los centros culturales de Santiago. En tiempos de los Egaña allí existía una de las bibliotecas más completas del país que luego fue donada a la Biblioteca Nacional y después, con los Arrieta, adquirió fama por sus tertulias culturales y musicales y los primeros conciertos de cámara de Chile, que se escucharon precisamente en la casona del parque.

## Galería

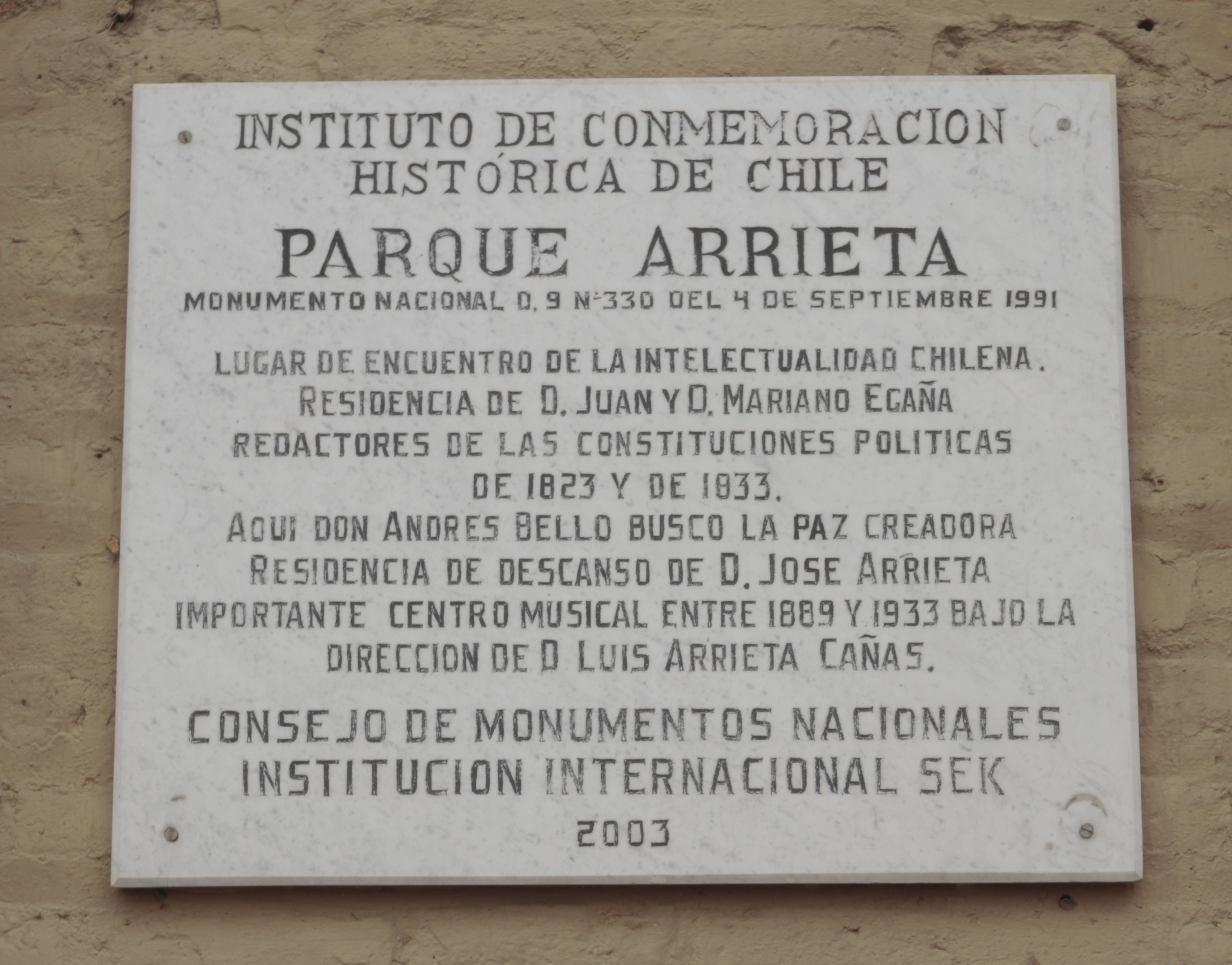
Placa conmemorativa entrada
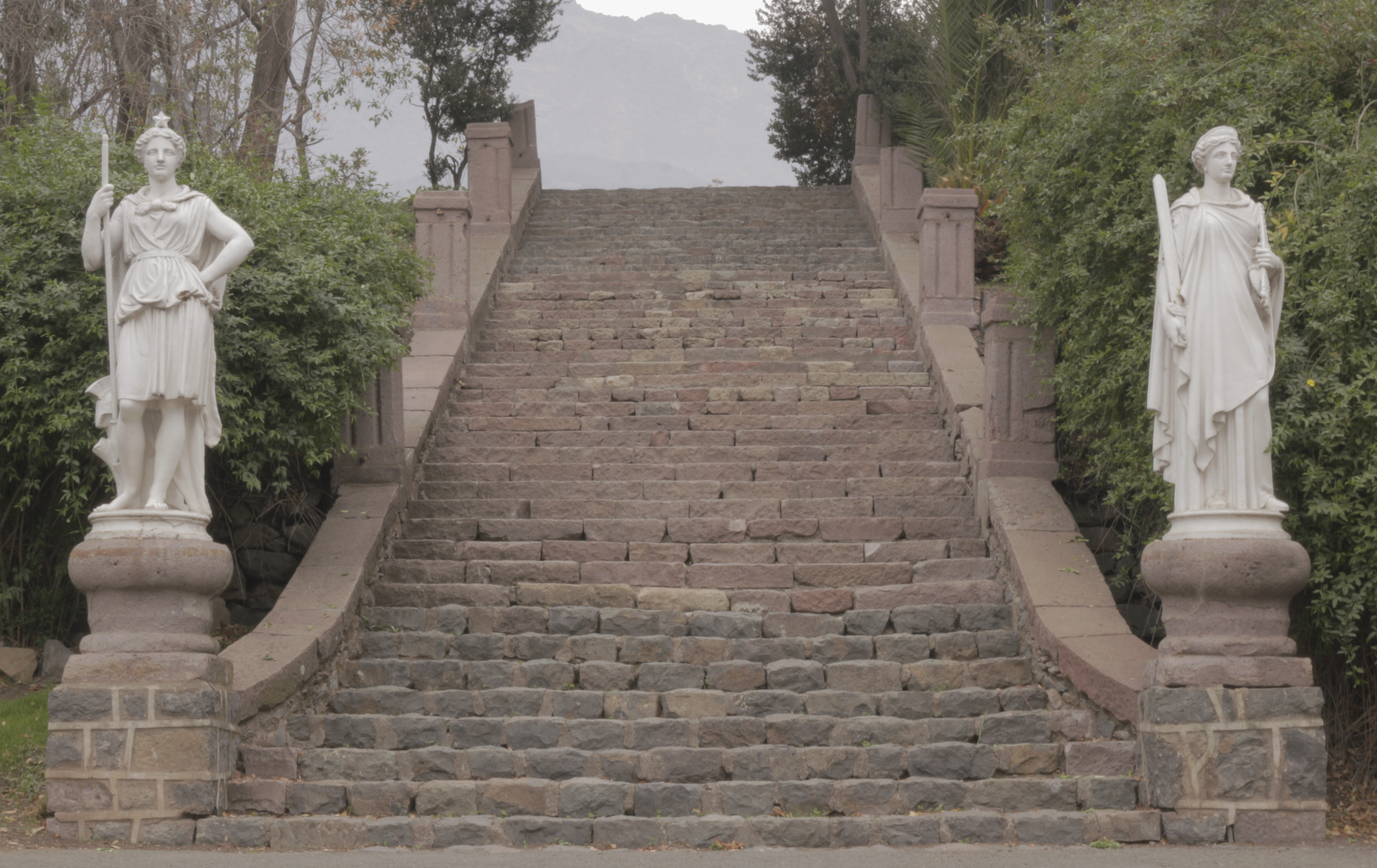
Escalinata de piedra figuras Justicia y República
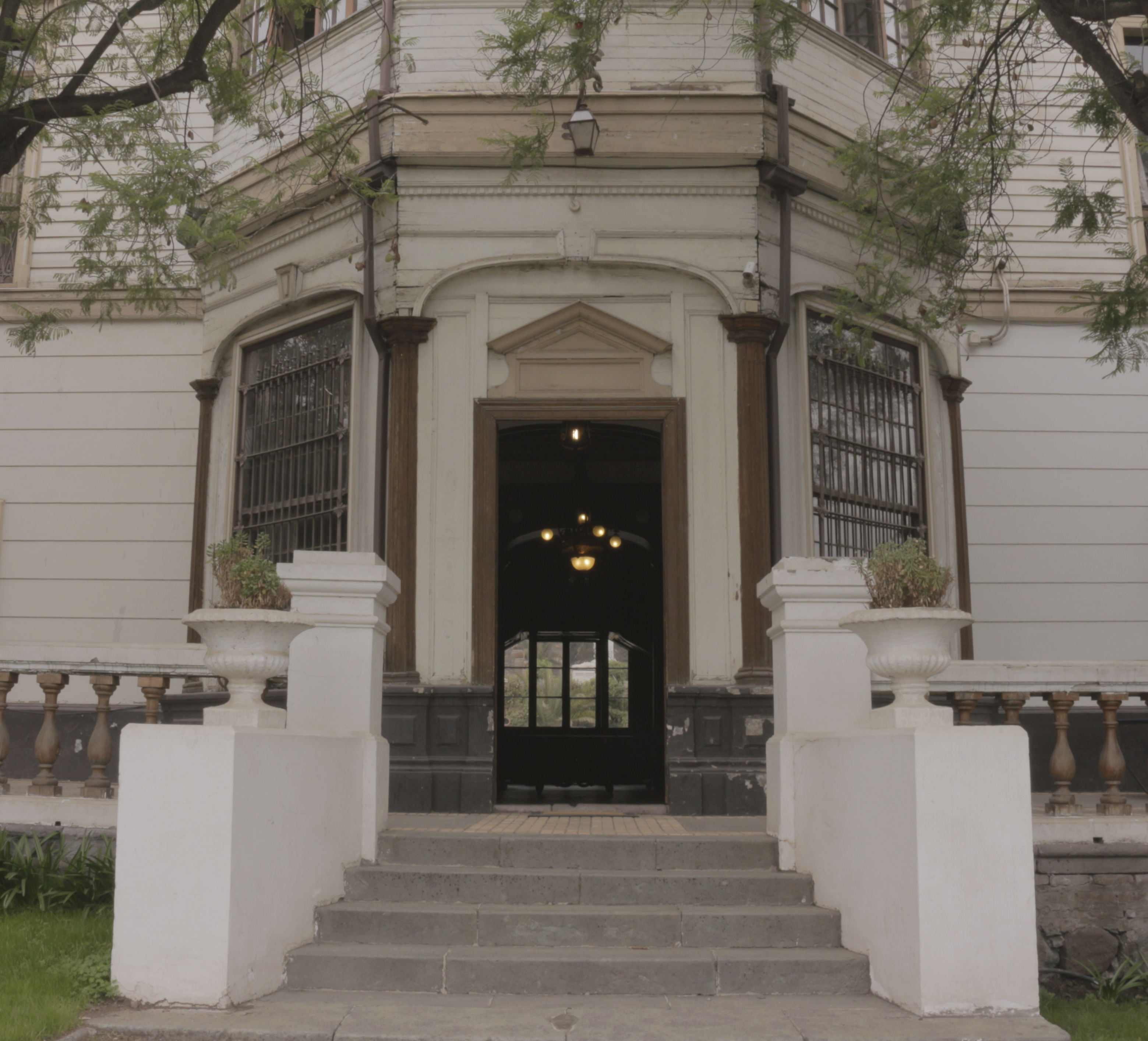
Entrada principal Casona
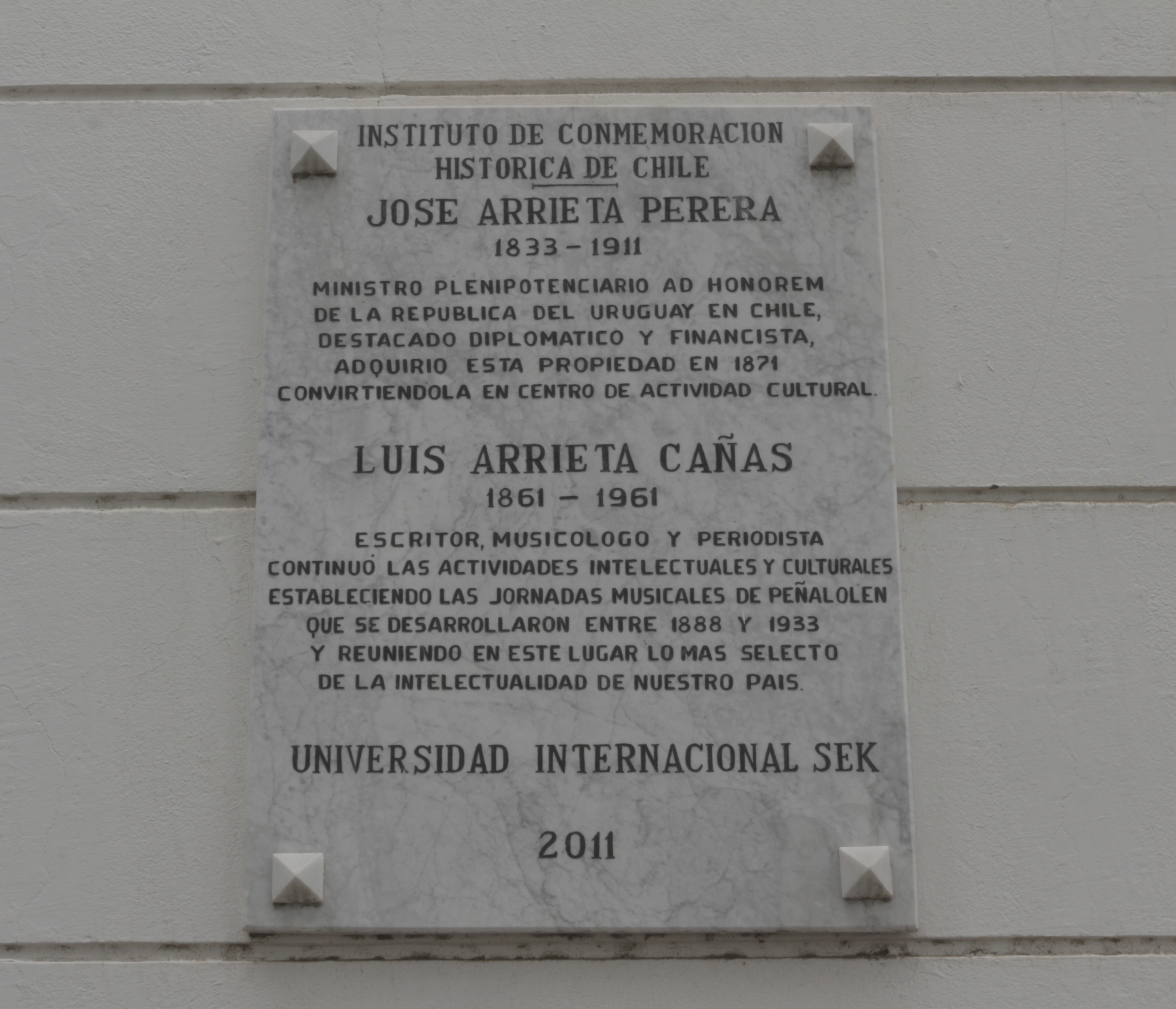
Placa conmemorativa Casona
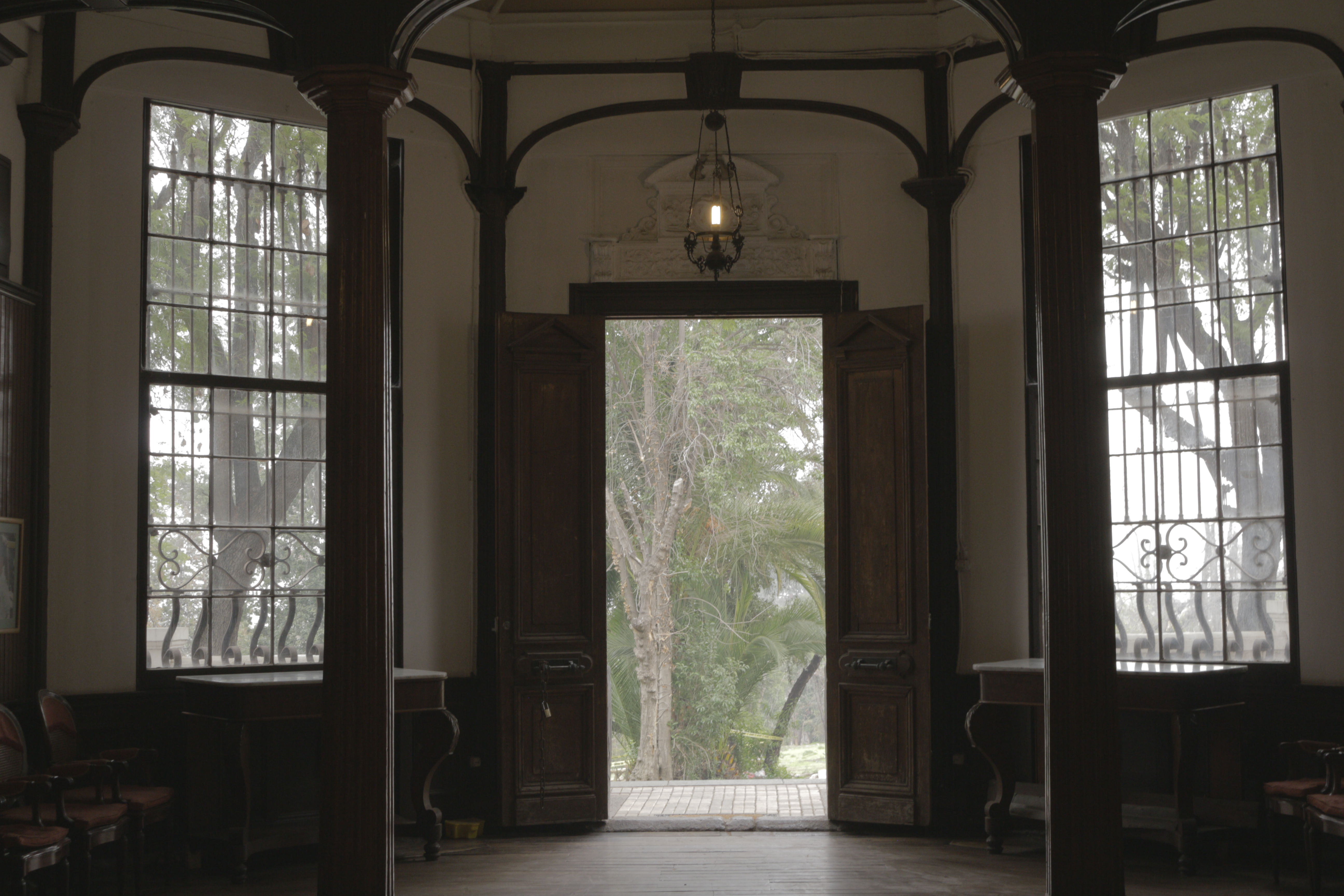
Interior Casona
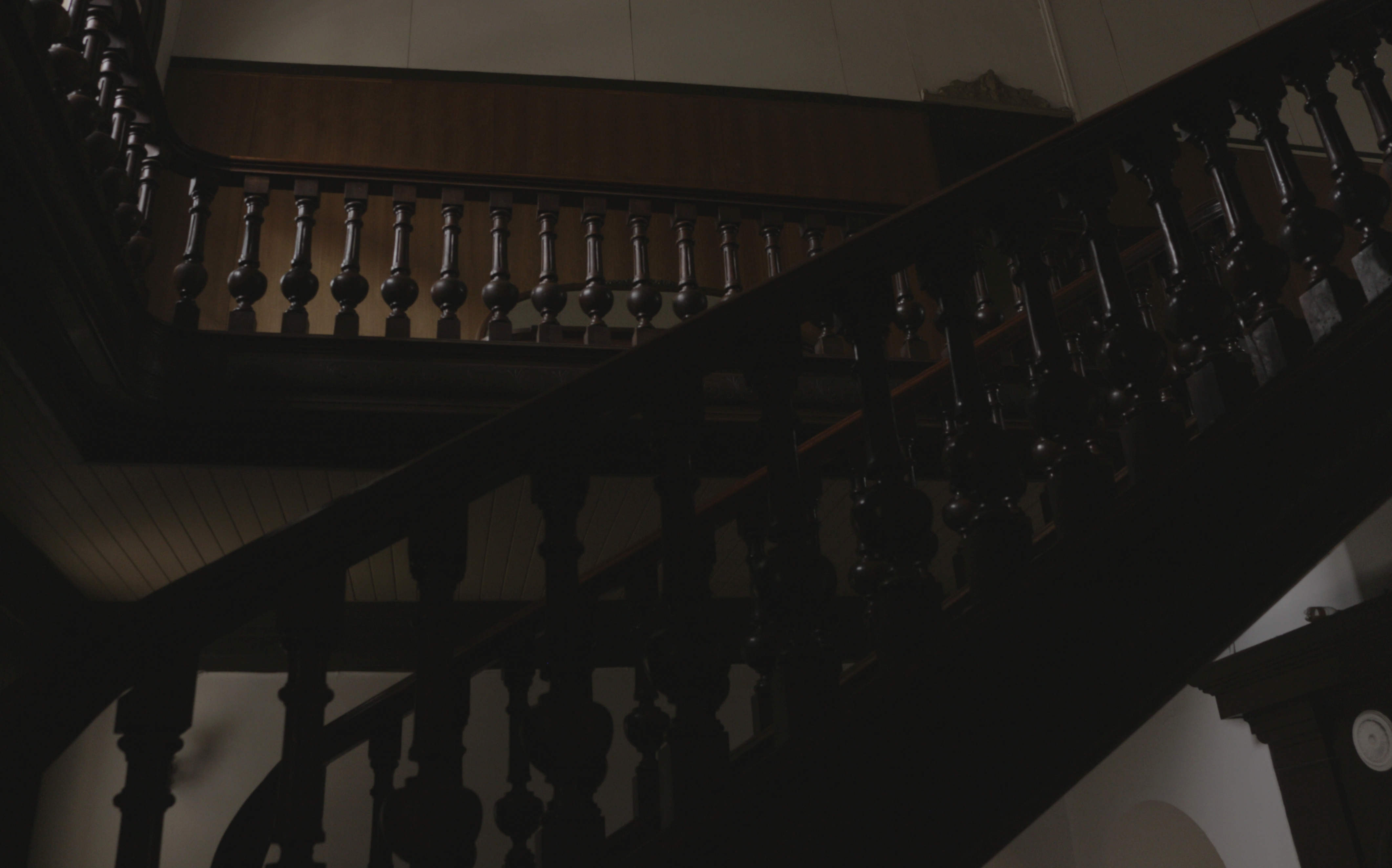
Escaleras de madera
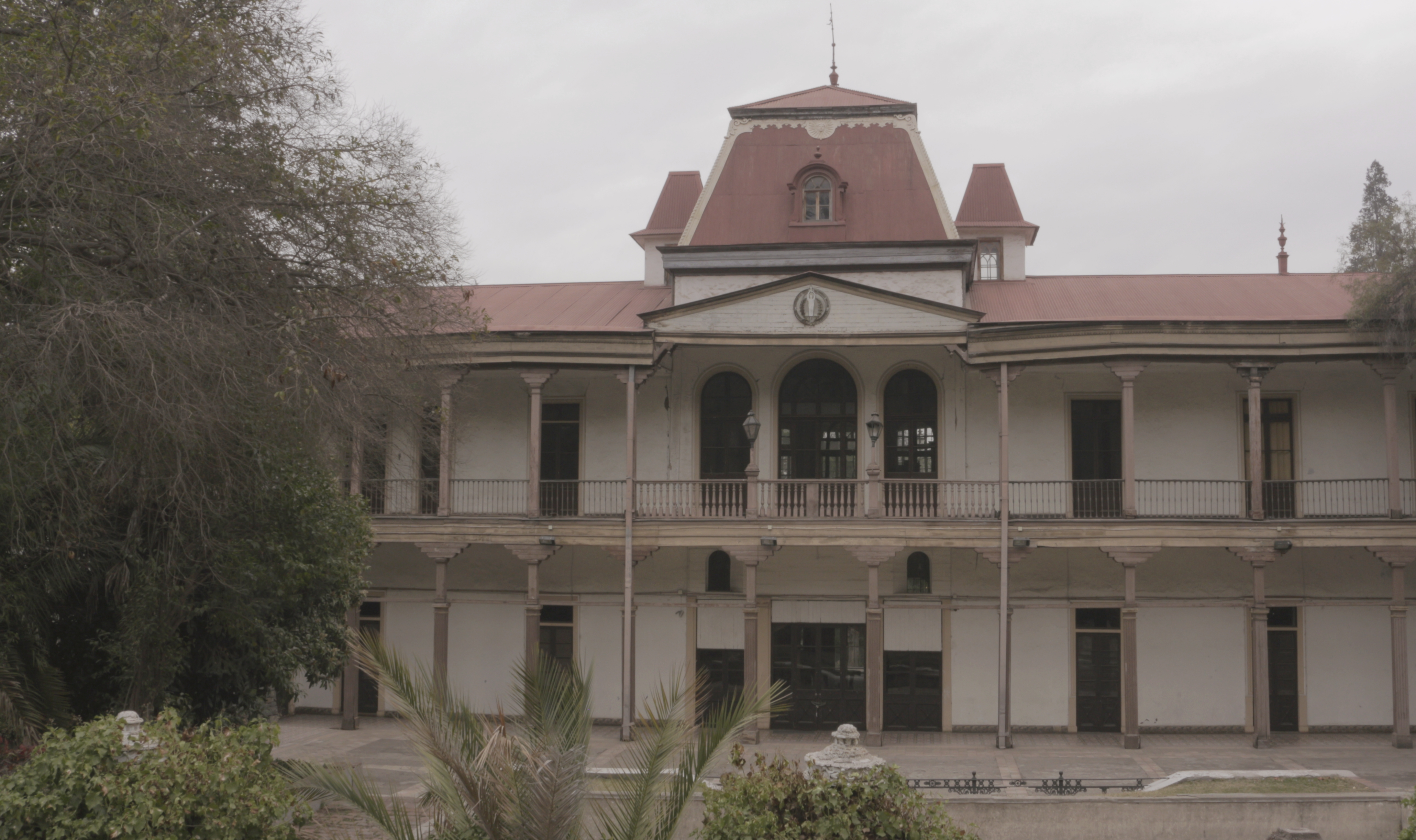
Fachada posterior Casona
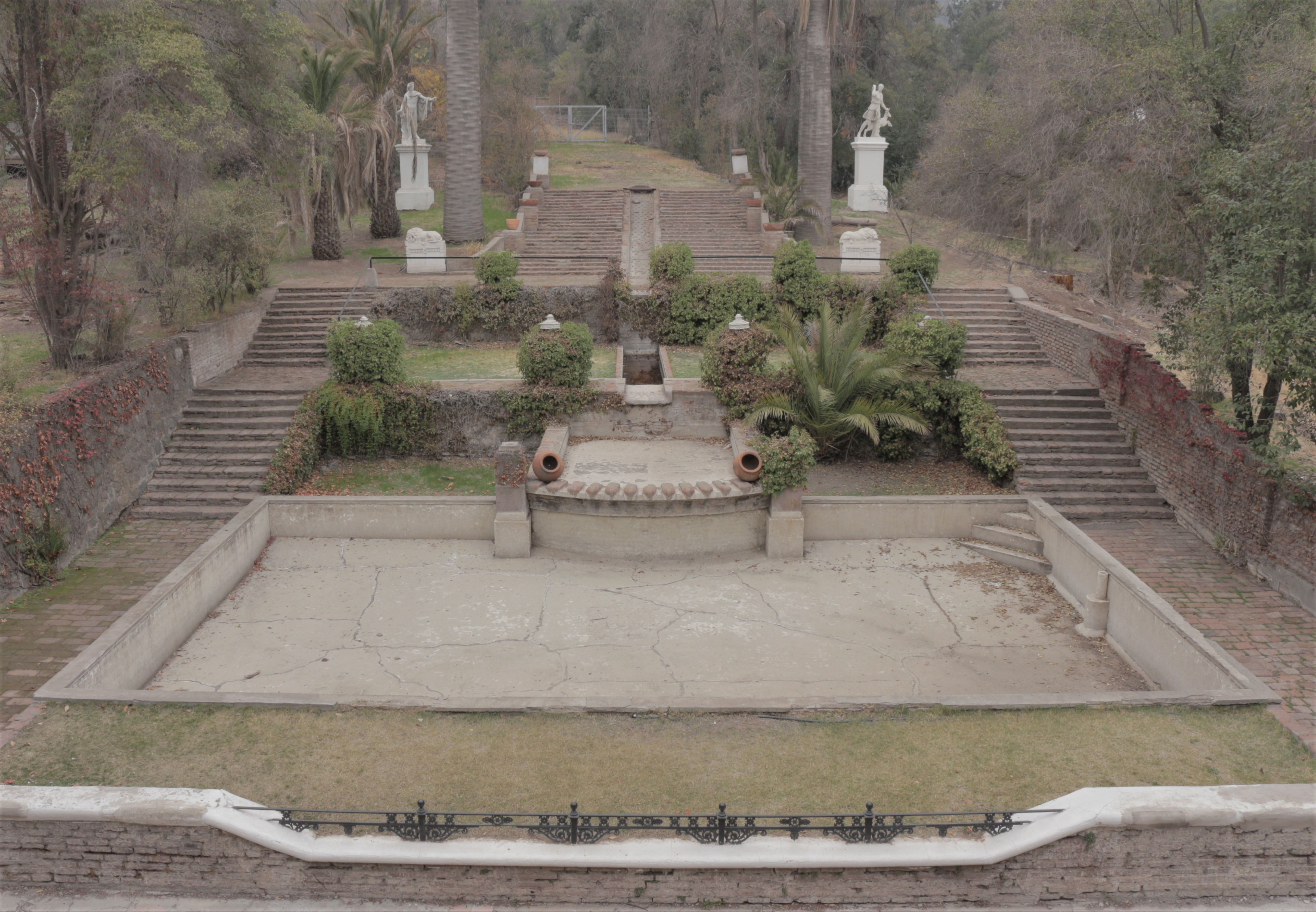
Jardín posterior con figuras Apolo y Diana
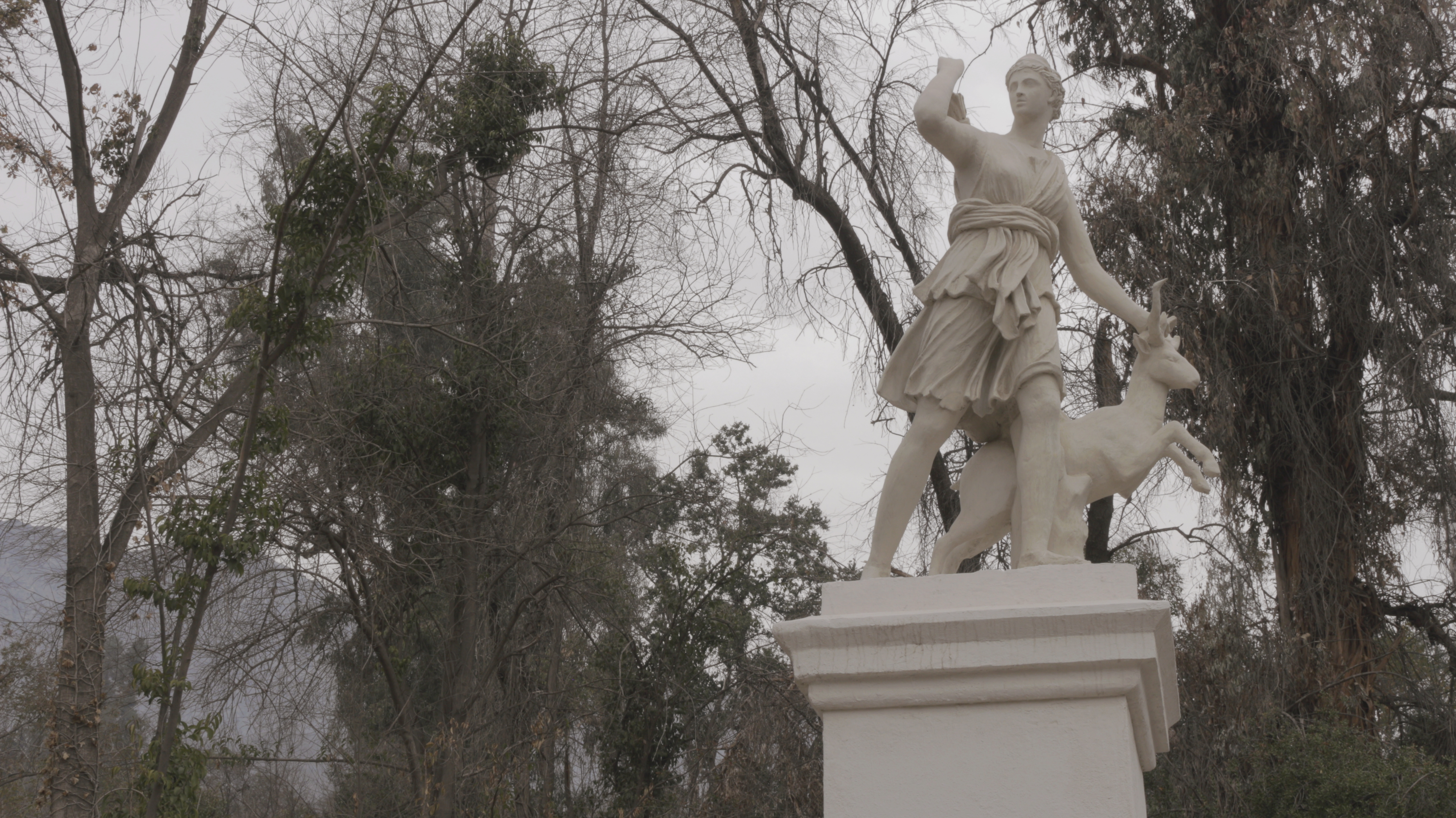
Escultura Diana